# Kaplica Matki Bożej Śnieżnej na górze Hvězda
Kaplica Matki Boskiej Śnieżnej na górze Hvězda (czes. Kaple Panny Marie Sněžné) – kaplica w czeskiej części Gór Stołowych (czes. Broumovska vrchovina) w Broumowskich Ścianach (czes. Broumovské stěny). Należy do broumovskiej grupy kościołów.
Kaplica znajduje się na wzniesieniu Hvězda (pol. Gwiazda lub Policka Góra), w granicach czeskiego obszaru chronionego krajobrazu Chráněna krajinná oblast Broumovsko "CHKO Broumovsko", w środkowo-wschodniej części Broumowskich Ścian, stanowiących czeską część Gór Stołowych, około 12 km na północny zachód od polskiej miejscowości Radków.

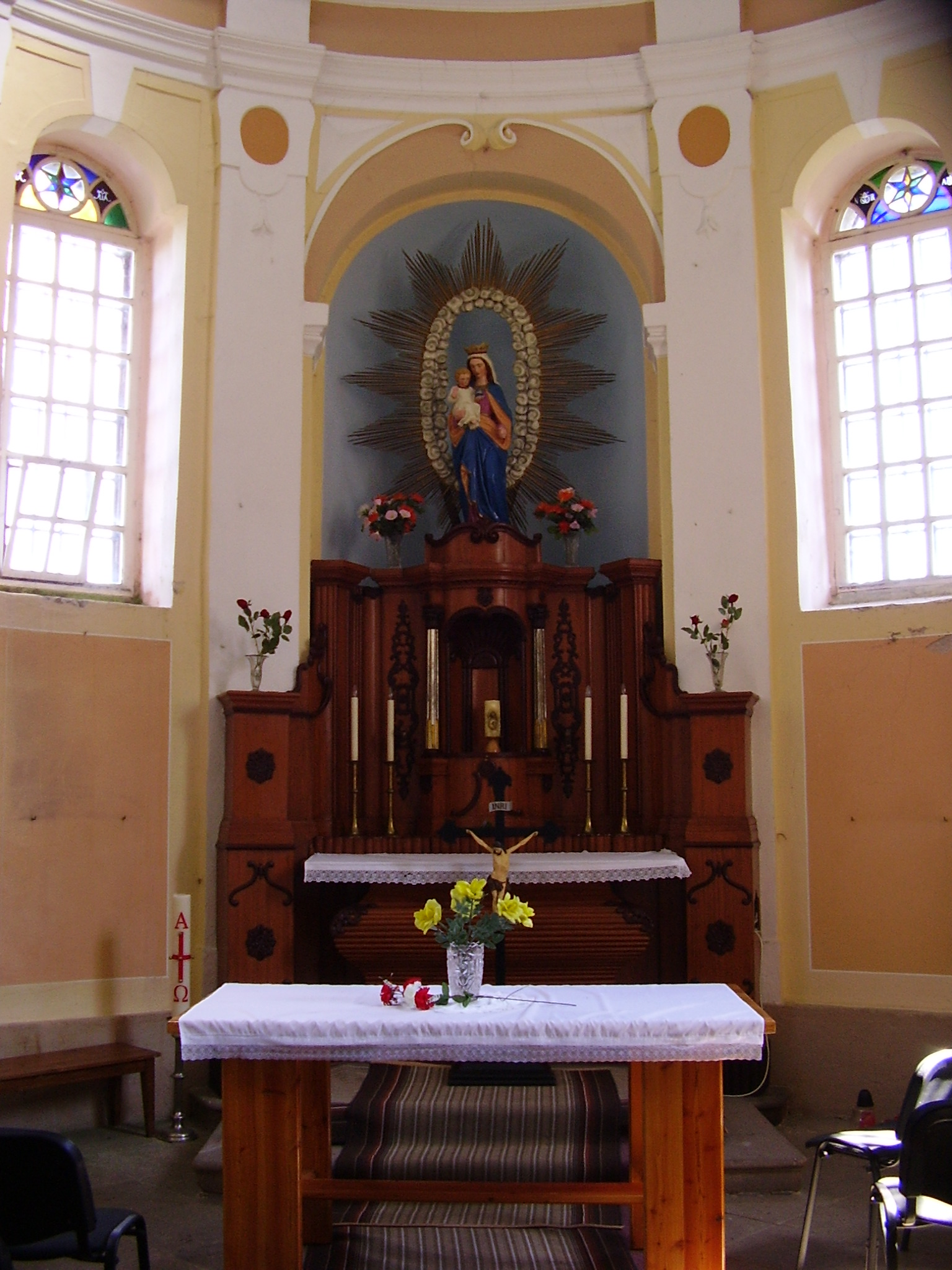
Wnętrze kaplicy

Kaplica Matki Bożej Śnieżnej stoi na skalnej krawędzi obrywu wzniesienia Hvězda, na wysokości 674 m n.p.m. Została zbudowana w 1733 przez Othmara Zinkego, opata klasztoru benedyktynów w Broumovie, według projektu K. I. Dienzehofera. W 1787 na polecenie cesarza Józefa II, w związku z reformami józefińskimi, kaplicę zamknięto z zamiarem jej sprzedania lub zburzenia. Wobec braku zainteresowania kupnem zaczęła stopniowo popadać w ruinę tak, że zostały z niej jedynie fundamenty do wysokości okien i drzwi oraz mostek łączący skały. W latach 50. XIX wieku na górze przebywał opat Jan Nepomucen Rotter, który widząc ruiny kaplicy postanowił ją odbudować. Dzięki wieloletnim staraniom kaplicę odbudowano w stylu barokowym. W 1855 odbyło się jej poświęcenie. Mury wykonano z piaskowca ciosowego, na rzucie pięcioramiennej gwiazdy, której ramiona zakończone stożkowymi daszkami zwieńczono dachem w kształcie kopuły z okrągłą wieżyczką zakończoną gwiazdą. Architektonicznie kaplicę wkomponowano w skalne otoczenie, z którym idealnie harmonizuje.
Kaplicę zbudowano w miejscu, w którym w 1670 roku ustawiono krzyż z pozłacaną pięcioramienną gwiazdą, stanowiący punkt orientacyjny dla podróżnych.

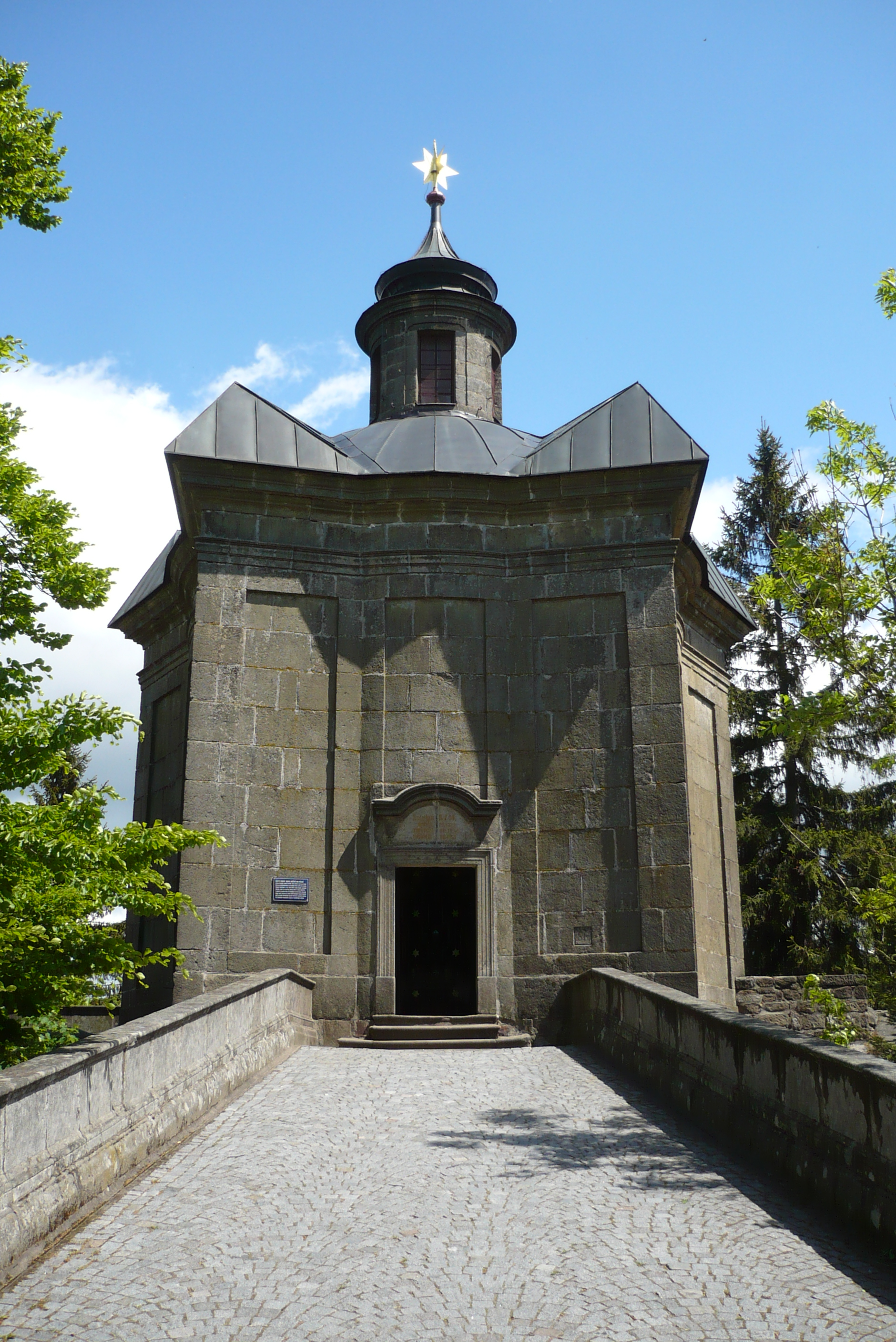
Kaplica od frontu
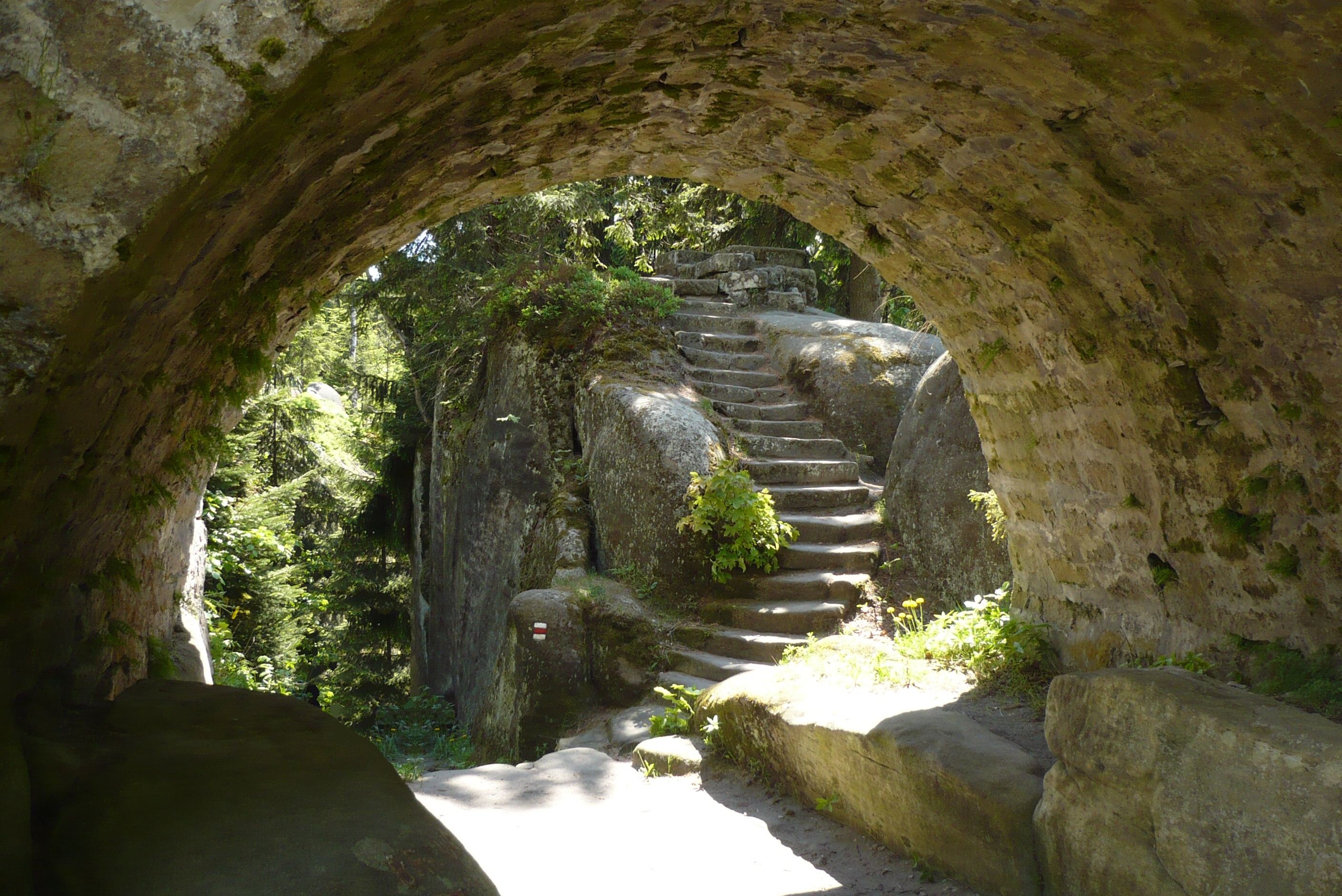
Most do kaplicy
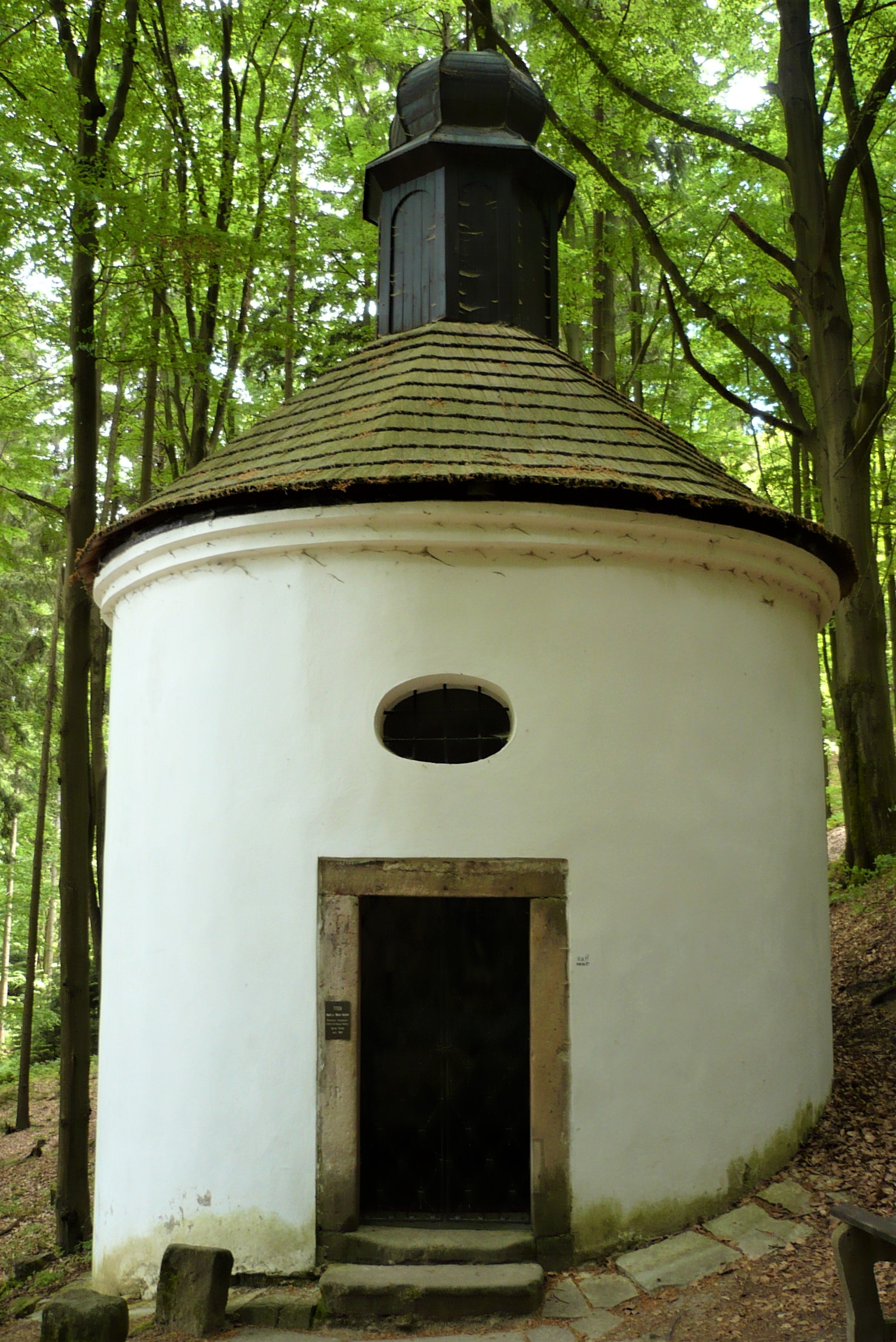
Kaplica Matki Boskiej Śnieżnej pod Hvězdą